# STED-mikroskopi
Stimulated emission depletion (STED) mikroskopi er en proces, der giver opløsning ved selektivt at deaktive fluorofor, for at forbedre billedet i området. Det blev udviklet af Stefan W. Hell i 1994, og blev vist eksperimentelt første gang i 1999. Hell modtog Nobelprisen i kemi i 2014 for sin opdagelse. Det er af flere typer superopløst mikroskopimetoder der er blevet udviklet i nyere tid. Superopløst mikroskopi bruger en række teknikker til at gå uden om begrænset diffraktion af mikroskopi for at give bedre opløsning. Fotoaktiveret lokaliserings mikroskopi (PALM) og stokastisk optisk rekonstrueret mikroskopi (STORM) er også superopløst mikroskopiteknikker, selvom de bruger andre processer end STED for at få denne opløsning.